# Papier LWC
Papier LWC (ang. Light Weight Coated) – papier powlekany o gramaturze 35–80 g/m², stosowany do zwojowego druku offsetowego i zwojowego druku wklęsłego. Używa się go do drukowania czasopism ilustrowanych, prospektów reklamowych, katalogów.
Papiery LWC produkowane są w dwóch odmianach: 
- LWC R – przeznaczony jest do druku techniką rotograwiury, jego gramatura wynosi 35–80 g/m²
- LWC O – przeznaczony jest do druku techniką offsetową, jego gramatura wynosi 39–80 g/m²[1].

Standardowe papiery LWC są obustronnie jednokrotnie powlekane w maszynie papierniczej lub poza maszyną papierniczą. Gramatura powłoki pigmentowej wynosi 5–12 g/m² na stronę. Wykończenie powierzchni może być matowe lub z połyskiem.
Podłoże papierów LWC zawiera 50–70% masy włóknistej mechanicznej i 30–50% masy celulozowej, a ponadto 4–10% wypełniacza. Ogólna zawartość pigmentów w papierze powlekanym to 24–36%. Jako wypełniacze stosuje się najczęściej kaolin, talk i węglan wapnia. Powłoka papierów odmiany LWC O zawiera przeważnie sam kaolin, ewentualnie kaolin z dodatkiem węglanu wapnia, a powłoka papierów odmiany LWC R – sam kaolin lub kaolin i talk. W celu zwiększenia połysku i obniżenia gramatury powłoki mogą być również dodawane organiczne pigmenty syntetyczne.
Papiery LWC cechują się białością ISO 70–72%, a ich gęstość pozorna wynosi 1,1–1,2 g/cm³.